# کامیکاوا، هیوگو
کامیکاوا، هیوگو (به لاتین: Kamikawa, Hyōgo) یک منطقهٔ مسکونی در ژاپن است که در Kanzaki District واقع شده‌است. کامیکاوا  ۱۳٬۱۷۳ نفر جمعیت دارد.